# ادمیلسون آلوز
ادمیلسون آلوز (به پرتغالی: Edmilson Alves) هافبک اهل برزیل است که در شهر برزیل و در تاریخ ۱۷ فوریهٔ ۱۹۷۶ به دنیا آمده‌است.
ادمیلسون آلوز در تیم‌های فوتبال CA Juventus سابقهٔ حضور دارد.